# Weiße Einkünfte
Weiße Einkünfte sind Einkünfte, die bei einem bestimmten grenzüberschreitenden Sachverhalt in keinem der in Frage kommenden Staaten besteuert werden, obwohl sie bei einem vergleichbaren Inlandssachverhalt steuerpflichtig wären.
Weiße Einkünfte entstehen häufig durch Qualifikationskonflikte. Dies kann beispielsweise vorkommen, wenn der Ansässigkeitsstaat bestimmte Einkünfte als Unternehmensgewinne ansieht, für welche das Doppelbesteuerungsabkommen dem Betriebsstättenstaat das Besteuerungsrecht zuweist, während der Betriebsstättenstaat diese Einkünfte als Dividenden ansieht, für welche der Ansässigkeitsstaat das Besteuerungsrecht hat. Um das Entstehen weißer Einkünfte in diesen Fällen zu verhindern, gibt es in neueren Doppelbesteuerungsabkommen sogenannte Subject-to-tax-Klauseln.
Weiße Einkünfte können auch entstehen, falls ein Doppelbesteuerungsabkommen das Besteuerungsrecht einem der beiden Staaten zuweist, dieser Staat eben jene Einkünfte nach seinen nationalen Steuergesetzen aber nicht besteuern kann. Dies kann vorkommen, wenn jemand im Ausland ansässig ist und Einkünfte aus Deutschland bezieht, die im Katalog des § 49 EStG nicht aufgeführt sind, obwohl das Doppelbesteuerungsabkommen das Besteuerungsrecht dem Quellenstaat Deutschland zuweist.
Im Ausland eingesetzte deutsche Entwicklungshelfer mussten jahrelang „in aller Regel faktisch nirgendwo Steuern auf ihre Arbeitseinkommen“ zahlen.
Bei multinationalen Konzernen werden steuerliche Diskrepanzen genutzt, um durch hybride Gestaltungen weiße Einkünfte zu generieren, wie beispielsweise durch die komplexe Verschachtelungen hybrider Gesellschaften. Die OECD bemüht sich seit 2014 zunehmend mit Empfehlungen an die nationalen Finanzverwaltungen diese steuerlichen Schlupflöcher einzudämmen.